# Список умерших в 818 году

## Февраль
- 12 февраля — Аль-Фадль ас-Сарахси, визирь Аббасидского халифата в Хорасане, служил при дворе халифа аль-Мамуна (813—832).

## Апрель
- 17 апреля — Бернард, король Италии (около 812—818).

## Май
- 11 мая — Ансельм I, архиепископ Милана (813/814—818), местночтимый святой Миланской архиепархии Римско-католической церкви.
- 26 мая — Али ар-Рида, 8-й шиитский имам и потомок в седьмом поколении пророка Мухаммеда.

## Сентябрь
- 3 сентября — Хильдебольд Кёльнский, деятель Римско-католической церкви, епископ Кёльнский (787—795), первый архиепископ Кёльнский (795—818).

## Октябрь
- 3 октября — Ирменгарда из Хеспенгау, первая жена императора Людовика I Благочестивого.

## Дата смерти неизвестна или требует уточнения
- Ан-Надр ибн Шумайл, арабский лингвист, литератор, философ и астроном.
- Анфим, герцог Неаполя (801—818).
- Гарсия I Семен, герцог Васконии (816—818).
- Кернах мак Конгалайг, король Наута (Северной Бреги) и всей Бреги (812—818).
- Морван, король Бретани (818), руководитель антифранкского восстания; предположительно, первый граф Леона (до 818 года).
- Муйредах мак Брайн, король-соправитель Лейнстера (805—806 и 808—818).
- Аль-Фадль ибн ан-Наубахт, персидский учёный при багдадском халифе Харуне ар-Рашиде.
- Феликс Урхельский, епископ Уржеля (781—792 и 798—799), один из главных защитников адопцианства.
- Феофан Исповедник, византийский монах, летописец, почитается православной церковью как преподобный, исповедник.